# Спитек III Ярославский
Спитек III Тарновский-Ярославский (пол. Spytek III Tarnowski-Jarosławski; 1436 — 10 декабря 1519) — государственный деятель Речи Посполитой, подкоморий перемышльский (1464—1472), воевода белзский (1472—1474), русский (1474—1479), сандомирский (1479—1491), краковский (1491—1501), львовский староста (1478—1495), до 1501 служил войским краковским, затем до своей смерти — каштеляном в Кракове (1501—1519). Регент Короны Королевства Польского в 1506.

## Биография
Польский шляхтич, представитель шляхетско-магнатского рода Ярославских герба Лелива, боковой ветви рода Тарновских. Название род Ярославских получил от города Ярослава в Русском воеводстве, где находилась их резиденция.
Сын львовского старосты Рафаила Ярославского из Тарнова и Пшеворска и Анны из Шамотулы, дочери Доброгоста, старосты великопольского.
Будучи каштеляном краковским во время бескоролевья, наступившего после смерти польского короля Александра Ягеллончика Спитек был поставлен регентом Короны Королевства Польского и добился на петроковском сейме 8 декабря 1506 быстрого избрания на престол Сигизмунда І.

## Семья
До 1481 женился на Ядвиге из Варжишина, в браке с которой имел двух дочерей:
- Анну
- Магдалену